# 羅馬尼夫卡 (波利西基區)
51°9′46″N 29°49′6″E / 51.16278°N 29.81833°E
羅馬尼夫卡（烏克蘭語：Романівка）是位於烏克蘭北部的村莊，由基辅州维什霍罗德区的克拉斯亞蒂奇市鎮負責管轄。該村始建於1905年，面積6平方公里，海拔高度134米，2001年人口182，人口密度每平方公里30.3人。